# Karl Fuhr (Philologe)
Karl Heinrich Fuhr (* 13. August 1853 in Bückeburg, Fürstentum Schaumburg-Lippe; † 18. Januar 1917 in Marburg) war ein deutscher Klassischer Philologe und Gymnasiallehrer, der von 1878 bis 1891 am Gymnasium in Elberfeld und von 1891 bis 1911 am Joachimsthalschen Gymnasium in Berlin unterrichtete. Danach war er Direktor des Gymnasiums in Luckau (1911–1913) und des Gymnasiums Philippinum in Marburg (1913–1917). Er ist durch mehrere Ausgaben griechischer Redner, vor allem des Demosthenes, hervorgetreten und war ab 1902 (Mit-)Herausgeber der Berliner philologischen Wochenschrift.

## Leben
Karl Fuhr war der Sohn des Oberaufsehers Wilhelm Fuhr und der Caroline geb. Bergmann. Er wuchs in Bückeburg auf und besuchte von 1864 bis 1872 das dortige Gymnasium. Nach der Reifeprüfung (25. März 1872) leistete er einjährigen Militärdienst in Halle an der Saale. Anschließend studierte er Klassische Philologie und Geschichte in Leipzig (Wintersemester 1873/74–Sommersemester 1874), bevor er an die Universität Bonn wechselte. Dort trat er in das historische Seminar unter der Leitung von Karl Menzel, Moriz Ritter und Arnold Dietrich Schaefer ein sowie in das philologische Seminar unter Franz Bücheler und Hermann Usener, in dem er reiche Anregung für wissenschaftliche Arbeit fand. Aus den Seminarübungen ging seine von Bücheler und Usener betreute Doktorarbeit hervor, mit der er am 15. März 1877 zum Dr. phil. promoviert wurde. Am 12. Dezember 1877 bestand Fuhr in Bonn die Staatsprüfung für das höhere Lehramt und erhielt die Lehrberechtigung (facultas docendi) in den Fächern Griechisch, Latein, Geschichte und Geografie für alle Klassen, im Fach Deutsch in den mittleren Klassen.
Nach dem Studium trat Fuhr in den Vorbereitungsdienst für die preußischen Gymnasien ein. Vom 7. Januar bis zum 31. Dezember 1878 absolvierte er das Probejahr an den Gymnasien in Bonn und Elberfeld, wo er zum 1. Januar 1879 als etatmäßiger wissenschaftlicher Hilfslehrer angestellt wurde. Bereits am 10. Oktober desselben Jahres erhielt er eine Festanstellung als ordentlicher Lehrer an demselben Gymnasium. Am 1. April 1886 wurde er zum Oberlehrer ernannt. Am 28. Februar 1891 erhielt er den Professorentitel.
Zum 1. April 1891 wechselte Fuhr an das Joachimsthalsche Gymnasium in Berlin, wo er zwanzig Jahre lang wirkte (bis 1. Oktober 1897 auch als Bibliothekar der Schule). Während dieser Zeit wurden ihm der Rang der Räte IV. Klasse (26. Juni 1897) und der Rote Adlerorden IV. Klasse (24. August 1908) verliehen. Zum 1. Oktober 1911 wurde Fuhr als Direktor an das Gymnasium in Luckau berufen. Nur eineinhalb Jahre (1. Mai 1913) später wechselte er (als Nachfolger des verstorbenen Friedrich Aly) an das Gymnasium Philippinum in Marburg, das er bis zu seinem Tod leitete. In Marburg engagierte er sich unter anderem im Deutschen Gymnasialverein.

## Wissenschaftliches Werk
Karl Fuhr beschäftigte sich sein Leben lang mit der griechischen Prosa, insbesondere mit den attischen Rednern und dem kaiserzeitlichen Sophisten Plutarch. Nach seiner Dissertation veröffentlichte er mehrere Aufsätze im Rheinischen Museum für Philologie. Im Auftrag des Teubner-Verlags übernahm er Ende der 1870er Jahre mehrere Buchprojekte. Er überarbeitete Schulausgaben der Biographien Plutarchs von Karl Sintenis (4. Auflage, 1880–1881), ausgewählter Reden des Lysias von Rudolf Rauchenstein (8. bis 12. Auflage, 1880–1917) und ausgewählter Reden des Demosthenes von Karl Rehdantz (9. Auflage 1909). Zu Demosthenes bereitete er auch eine kritische Edition vor, deren erster Teil 1912 (editio minor) und 1914 (editio maior) erschien. Der zweite Teil kam über die Vorarbeiten nicht hinaus; in den 1920er Jahren übernahm Johannes Sykutris dessen Vollendung, brachte aber selbst nur einen Teil zustande (1937).
Als Herausgeber erarbeitete Fuhr den ersten Band von Useners Kleinen Schriften (1912) und gab die 4. (korrigierte) Auflage von Friedrich Blass’ Edition der Andokides-Reden heraus (1913). Vor allem aber trat er im Juli 1902 in die Redaktion der Berliner philologischen Wochenschrift ein, eines wöchentlich erscheinenden altertumswissenschaftlichen Rezensionsorgans. Nach dem Tod des zweiten Herausgebers Oskar Seyffert (1906) leitete er die Redaktionsgeschäfte bis zu seinem Tode allein.

## Schriften (Auswahl)
- Animadversiones ad oratores Atticos. Bonn 1877 (Dissertation).
- Demosthenis orationes. Edidit Carolus Fuhr. Editio minor. Volumen I, pars I orationes I–XVII continens. Leipzig 1912.
- Demosthenis orationes. Edidit Carolus Fuhr. Editio maior. Band 1 in 3 Teilen (Reden I–XIX), Leipzig 1914. Nachdruck Stuttgart 1994, ISBN 978-3-8154-1254-1
- Demosthenis orationes. Post Carolum Fuhr edidit Johannes Sykutris. Editio maior. Band 2, Teil 1 (Reden 20–26), Leipzig 1937 (mehr nicht erschienen).
- Andocidis orationes. Edidit Fridericus Blass. Editio quarta correctior, Leipzig 1913. Nachdruck Stuttgart 1966.